# Bahraini Premier League (2018/2019)
Bahraini Premier League 2018/2019 – 62. edycja najwyższej klasy rozgrywkowej w Bahrajnie. W lidze zostało rozegrane 18 kolejek meczów. Tytułu bronił klub Al-Muharraq. 

## Drużyny
| Uczestnicy poprzedniej edycji | Uczestnicy poprzedniej edycji | Uczestnicy poprzedniej edycji | Uczestnicy poprzedniej edycji |
| --- | ----------------------------- | ----------------------------- | ----------------------------- |
| MUH | Al-Muharraq                   | Al-Muharrak                   | 1                             |
| NAJ | Al-Najma                      | Manama                        | 2                             |
| MAN | Manama                        | Manama                        | 3                             |
| MAL | Malkiya                       | Al-Malikijja                  | 4                             |
| SHA | Al-Shabab                     | Dżidd Hafs                    | 5                             |
| HID | Al-Hidd                       | Al-Muharrak                   | 6                             |
| RIF | Al-Riffa                      | Ar-Rifa                       | 7                             |
| EAS | East Riffa                    | Ar-Rifa                       | 8                             |
| Awans z Bahraini Second Division |                               |                               |                               |
| BUD | Budaiya                       | Al-Budajji                    | 1                             |
| HAL | Al Hala                       | Al-Muharrak                   | 2                             |
| Oznaczenia: - kolumna pierwsza – skróty nazw drużyn, - kolumna trzecia – siedziba klubu, - kolumna czwarta – miejsce zajęte w poprzednim sezonie. |                               |                               |                               |

## Tabela
| Lp. | Drużyna      | M  | Z  | R | P  | Bramki | Bramki | Różn. | Pkt | Uwagi                                         |
| --- | ------------ | -- | -- | - | -- | ------ | ------ | ----- | --- | --------------------------------------------- |
| 1   | Al-Riffa (M) | 18 | 12 | 4 | 2  | 39     | 15     | +24   | 40  | Liga Mistrzów AFC • Runda wstępna             |
| 2   | Manama       | 18 | 10 | 4 | 4  | 35     | 24     | +11   | 34  | Puchar AFC • Faza grupowa                     |
| 3   | Al-Muharraq  | 18 | 9  | 4 | 5  | 35     | 22     | +13   | 31  |                                               |
| 4   | Al-Hidd      | 18 | 8  | 4 | 6  | 29     | 23     | +6    | 28  |                                               |
| 5   | Al-Najma     | 18 | 8  | 4 | 6  | 27     | 23     | +4    | 28  |                                               |
| 6   | East Riffa   | 18 | 7  | 4 | 7  | 21     | 18     | +3    | 25  |                                               |
| 7   | Al-Shabab    | 18 | 5  | 4 | 9  | 22     | 32     | −10   | 19  |                                               |
| 8   | Al Hala      | 18 | 5  | 4 | 9  | 18     | 29     | −11   | 19  | Baraże o utrzymanie w Bahraini Premier League |
| 9   | Budaiya (S)  | 18 | 4  | 3 | 11 | 18     | 39     | −21   | 15  | Spadek do Bahraini Second Division            |
| 10  | Malkiya (S)  | 18 | 4  | 1 | 13 | 15     | 34     | −19   | 13  | Spadek do Bahraini Second Division            |

## Baraże o Bahraini Premier League
W meczu barażowym o udział w rozgrywkach Bahraini Premier League w sezonie 2019/2020 zagrały: 8. drużyna Bahraini Premier League – Al Hala – i 3. drużyna Bahraini Second Division – Sitra. 
| 2 maja 2019 | Al Hala · Al Haiki 58' · Al Sari 67', 86' | 3:1 | Sitra · Al Saki 16' | Stad al-Muharrak, Al-Muharrak |
|             |                                           |     |                     |                               |

| 7 maja 2019 | Sitra · Ahmad 66' | 1:1 | Al Hala · Al Miszkhas 32' | Al Ahli Stadium, Manama |
|             |                   |     |                           |                         |

## Statystyki

### Najlepsi strzelcy
| Miejsce | Zawodnik                | Drużyna     | Bramki |
| ------- | ----------------------- | ----------- | ------ |
| 1.      | Mouhamadou Dramé        | Al-Najma    | 14     |
| 2.      | Thiago Fernandes        | Manama      | 12     |
| 3.      | Kamil Al-Aswad          | Al-Riffa    | 11     |
| 4.      | Sami Al-Husaini         | East Riffa  | 10     |
| 5.      | Uche Agba               | Al-Riffa    | 8      |
| 5.      | Slim Mezlini            | Al-Hidd     | 8      |
| 7.      | Ahmed Yousif            | Malkiya     | 7      |
| 8.      | Mahdi Abduljabbar       | Al-Riffa    | 6      |
| 8.      | Prince Obus Aggreh      | Al-Shabab   | 6      |
| 8.      | Mohammed Salih Ali Sola | Al-Muharraq | 6      |
| 8.      | Ernest Anang            | Al-Shabab   | 6      |
| 8.      | Erick Luis              | Manama      | 6      |
| 8.      | Maurício Osmar          | Budaiya     | 6      |